# El Pelotazo
El Pelotazo es un programa deportivo y humorístico (imitaciones) de Canal Sur Radio (Andalucía) (España) que se emite de lunes a jueves de 22:00 a 00:00h (nuevo horario desde septiembre de 2014) dirigido y presentado por Juan Bustos junto con Javi Nemo, speaker del Sevilla y en muchos eventos de la selección española de fútbol.

## Equipo
Desde finales de abril de 2011 el programa está compuesto por:
- Juan Bustos: Presentador
- Javi Nemo: Copresentador y guionista de la parte de humor de "la leña"
- José Moreno Hurtado Josele: Humorista
- Norberto Javier: Redactor
- José Antonio Rosa: Periodista
- Tomás Furest: Periodista
- Paco Cepeda: Periodista
- Miguel Ángel Álvarez: Imitador
- Juanlu Matos: Imitador
- Miguel Ángel Ortega "Güite": Imitador
- José Carnicero: Productor
- Eva Nápoles: Realización
- Selu García Cossío: Guionista

## Sus inicios
El programa comenzó su emisión el 10 de septiembre de 2001 a las 23:03, víspera del fatídico atentado al World Trade Center. Duraba aproximadamente una hora (desde las 23:00 hasta las 0:00). El tema central que inauguró el programa fue un repaso general a la jornada deportiva con especial miramiento a los equipos andaluces. Más tarde se inauguró La tertulia del estudio, en el que se dialogaban temas deportivos para comentar, recordándose los momentos de disputa entre Manolo Martín y Víctor Fernández. El humor y el honor de abrir la galería de imitaciones le correspondió a Pedro Pacheco, que por aquel entonces era alcalde de Jerez de la Frontera. En octubre se incorporaba el imitador algecireño Miguel Ángel Álvarez. Javier Pardo nos informaba con argumentos periodísticos de las noticias deportivas con un encabezamiento que el tiempo se encargaría de hacerlo típico. Una de las voces femeninas que llegaría al programa sería Nuria Gaciño, que aportaba la información deportiva de primera mano. Aquellos primeros programas acostumbraban a cerrar con la lectura de los titulares de la prensa periódica, y nadie mejor que David Hidalgo que, más adelante publicaría un espléndido trabajo científico y literario sobre la prensa en Dos Hermanas (Sevilla). Uno de los personajes más queridos fue El Chano de Cádiz, caracterizado por su picardía gaditana. Su esposa Carmela y su cuñado Alfonso completan su universo callejero. El programa se desplazó por toda la geografía andaluza, ayudado por un público fiel e incondicional que abarrotaba teatros y salas. Después llegaría la voz imitada de Javier Franco, teniendo una gran aceptación por todos los oyentes. Fue memorable la puesta en escena de la serie Verano azul, en la que Alfredo Di Stéfano hacía de Chanquete. Así se inauguró la saga de superproducciones realizadas principalmente por Manuel Fernández Cortina.

## La llegada de Ángel Acién
En septiembre del 2002 Ángel Acién llegaba al programa que, sin renunciar a su tono golfo, doblaba su duración y apostaba fuerte en la temporada. Su llegada se notó. Su capacidad para contar las cosas y su innegable liderazgo dejaron huella. De la mano de Ángel vinieron nuevas caras al estudio, como es el caso de Rafa Vega. Rafa apadrinó diariamente su célebre zona chihuahua, cajón de sastre de recortes periodísticos divertidos y retales de noticias curiosas y frescas que Rafa contaba como nadie. Otra nueva incorporación sería la de Ángel Gámiz que puso en marcha el rincón del atleta, dejando para el recuerdo su célebre advertencia de que cuando se está corriendo es muy importante saber si hay un hombre detrás. Manolo Fernández repasaba la actualidad del baloncesto mundial. También se incorporó Eduardo Gómez Lalo, entrenador de grandes equipos y el padre de la mesa octogonal. En esta segunda etapa del programa fueron antológicas algunas puestas en escenas. "Zapatero a tus zapatos" debió pensar Joan Manuel Serrat en marzo del 2003 cuando criticó la labor del entonces entrenador Louis van Gaal.

## Las Superproducciones
La tercera etapa de El Pelotazo se caracterizó por la incorporación de Antonio Bustos en enero de 2004. Antonio venía con las alforjas llenas de ilusión, con algunas reformas en mente y con su experiencia al servicio del programa. Creó La Barra Libre, dando con ella un ejemplo de tolerancia, fomentó el foro de El Pelotazo llegando a conseguir cifras espectaculares a través de una curiosa quedada cibernética, y llegó a acuñar términos de la jerga pelotera como "la Leña" o "La mesa octogonal". Se apostó decididamente por entrevistas de alto calado como Pau Gasol, Fernando Alonso, Dani Pedrosa, o Florentino Pérez. Pero hubo un rasgo que por encima de cualquier consideración Antonio llevaba a gala, sus ganas de cachondeo y sus ganas de pasárselo bien, como por ejemplo en 20000 leguas de viaje al niño de la rubita. En esta tercera etapa tomó posesión en la jefatura de deportes Santiago Roldán. Volvieron a contar con Raimundo Palma y se incorporó al programa Eduardo Gil, con la misión de dotar de contenidos al mismo, y de continuar con su edición dominical de El Pelotazo. A través suya conocimos a los amigos de Andalunet, a David Villanueva, y al bueno de Keane Aske, un llanito gibraltareño con acento gaditano. Otra incorporación notable fue la de Asunción Escalena, que supo imprimirle al programa el contrapunto preciso en los debates de opinión, y que en cada salida demostraba sus dotes con su micrófono inalámbrico. Un discurso estructurado, bien cosido y sin fisuras propició que no esté hoy en la memoria de los gazapos antológicos de El Pelotazo. Junto a ella, Alejandro Rodríguez, popularmente El talega, con cara de insumiso, y un eficiente Juanma González reforzaban las tareas informativas. Y no sólo la televisión tuvo cabida en nuestras parodias, también el cine encontró su hueco. En esta tercera etapa disfrutamos de una particular adaptación de la película Gladiator, a través de Máximus Lalus, protagonista principal de esta película. En esa línea de cine histórico se filmó también en los estudios de La cartuja una entrega de 1492, La Conquista de Jeremérica, con Cristóbal Pachecolón como el almirante, y Ferlalo el Católico financiando la expedición. La guinda cinematográfica, la cumbre del teatro radiofónico fue sin duda La Guerra de las Galaxias una parodia realizada por Javier Reyes. También fue notable la presencia de Kiko Narváez contando un informativo de radio propio.

## La era de los SMS
La cuarta etapa se caracterizó por la llegada de David Gallardo, uno de los mejores narradores deportivos de este programa y una voz fresca y joven con oficio, enclavando sintonía y en consonancia también con el aire trasgresor y juvenil del espacio. David apostó por los mensajes a móviles, los SMS que a diario inundan nuestros monitores con la participación directa del oyente, alcanzando récords de mensajes ciertamente espectaculares.

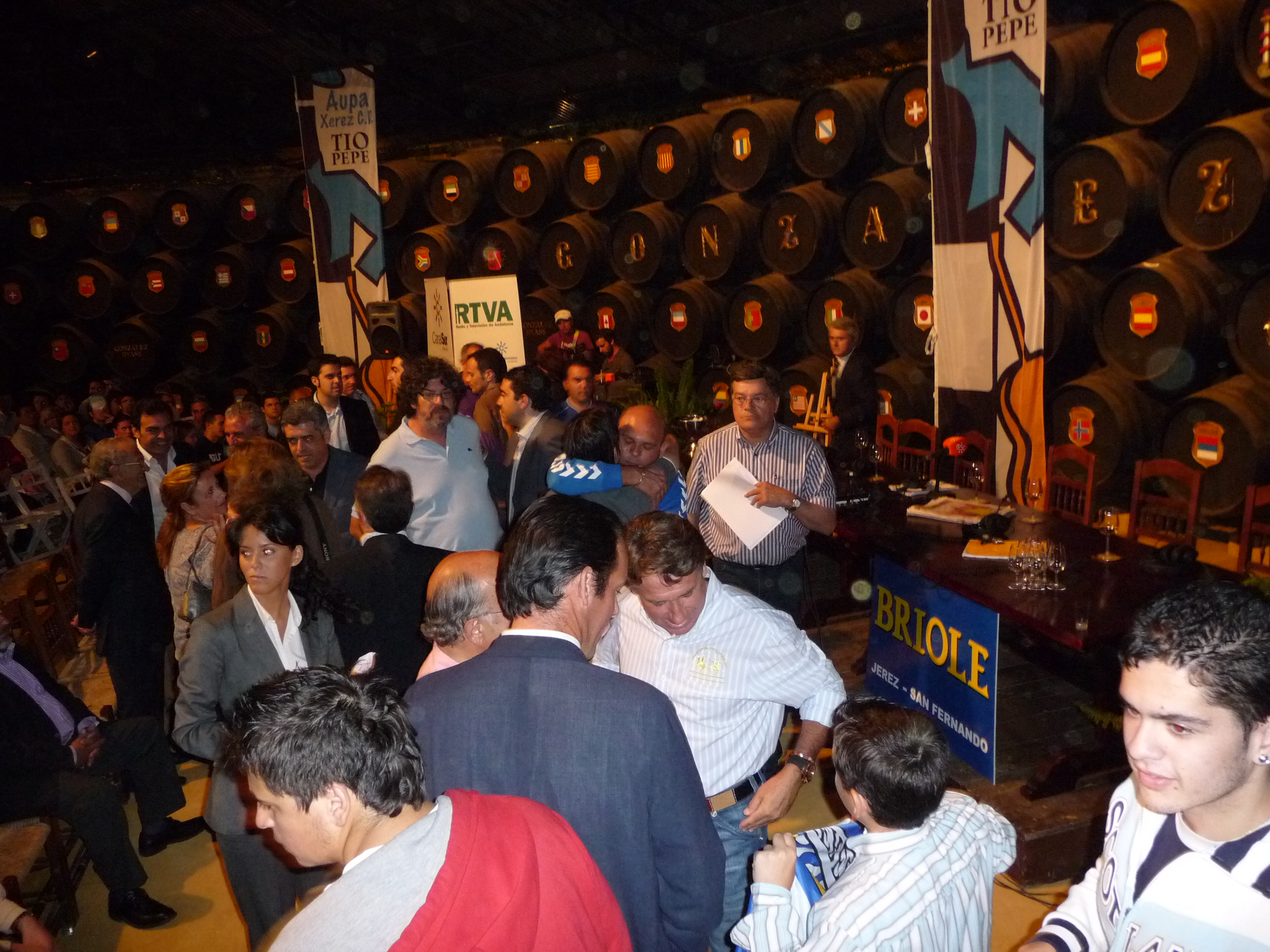
Programa especial

Si en alguna ocasión escuchan de fondo la música de Bob Marley, no piensen que una humareda inunda el estudio, es que todo está controlado. David se viene arriba, sonríe, reparte juego y controla los tiempos radiofónicos como pocos saben hacerlo. Con David aterrizaron voces nuevas como Isabel Morales y Miriam Casin, llegaron colaboradores como Alejandro del Mar, Ricardo Ubric, José Miguel Prieto, y Juan Jiménez, y también llegaron historias divertidas como la reedición de las bulerías de Eto'o y el martinente de Curro Dusseldorf, creador de la wolfagueña del mellizo, que cantaba en la línea de montajes de la Volkswagen, al compás de los amortiguadores. Otro rasgo identificativo de esta etapa en lo que al humor se refiere fue la entrevista de personajes absurdos como la quiniela, un ratón o el propio F.C. Barcelona

## 1000 programas
El 15 de enero de 2007 Canal Sur Radio celebraba la emisión del programa número 1000 de El Pelotazo. Con motivo de esta simbólica emisión El Pelotazo celebró un encuentro con el mundo del deporte y de la comunicación, en el que participaron en directo figuras del deporte y en el que se emitió un reportaje-resumen con los momentos más brillantes de la historia del espacio deportivo.

## El fichaje por la Cadena SER
Tras casi 10 años de éxitos en la radio andaluza, se produjo en abril de 2011 un hecho muy importante en la historia de este programa, ya que gran parte de su equipo deja el programa para formar parte de la Cadena SER, más concretamente "José Guerrero Roldán" "El Yuyu", copresentador del programa y los imitadores "Luis Lara", Bienvenido Sena y Mawi. 
Esto se produjo a raíz de la pérdida de audiencia de los espacios deportivos de la Cadena SER, y para los que "José Ramón de la Morena" contrató para incorporar el humor en ellos.
El último programa en el que colaboran en "El Pelotazo" es el de la noche del jueves 14 de abril. A partir de este momento, "El Pelotazo" incorpora para sustituir a Yuyu al también autor de chirigotas del "Carnaval de Cádiz" Antonio Pedro Serrano "El Canijo", que se llevó este mismo año el Primer Premio en la modalidad de chirigotas en el "Concurso oficial de agrupaciones del carnaval de Cádiz".